# Asota ternatensis
Asota ternatensis là một loài bướm đêm trong họ Erebidae.